# Sabine Timoteo
Sabine Timoteo (geborene Hagenbüchle; * 25. März 1975 in Bern) ist eine Schweizer Schauspielerin.

## Leben und Wirken
Von 1991 bis 1993 absolvierte Sabine Timoteo eine Tanzausbildung an der Schweizerischen Ballettberufsschule, darauf folgten Engagements an der Deutschen Oper in Düsseldorf und Tourneen mit der Compagnie Ariadone der Butoh-Tänzerin Carlotta Ikeda.
Für ihre erste Spielfilm-Hauptrolle in Philip Grönings L’amour, l’argent, l’amour wurde Timoteo 2001 als «beste Darstellerin» mit dem Schweizer Filmpreis und dem Bronzenen Leoparden in Locarno ausgezeichnet. In dem Fernsehfilm Die Freunde der Freunde von Dominik Graf spielte sie 2002 die Hauptrolle der «Billie». Die Produktion wurde 2003 mit dem Adolf-Grimme-Preis ausgezeichnet. Einen weiteren Schweizer Filmpreis erhielt Timoteo 2008 für ihre Rolle im Fernseh-Thriller Nebenwirkungen. In Die Mitte der Welt von Jakob M. Erwa (2016) spielte sie Glass, die Mutter des Protagonisten Phil.
Als charakteristisch für Timoteo bezeichnet Sascha Westphal in epd Film, dass sie immer wieder Frauen spiele, die der Welt abhandengekommen seien. Timoteos Figuren erfülle eine ungeheure Intensität, die Schauspielerin lasse aber auch immer Leerstellen zu und setze in ihrer Figurenzeichnung bewusst Irritationen ein.
Sabine Timoteo ist gelernte Köchin. Sie spricht Berndeutsch, Deutsch, Englisch, Französisch, Spanisch und Italienisch. Sie lebt in Bern, ist Mutter zweier Töchter und inzwischen von dem Vater ihrer Kinder geschieden.

## Filmografie
- 1993: Vom Schweben (Kurzfilm)
- 1995: Von der Verführung (Kurzfilm)
- 1996: Skaza
- 1999: Klasse '99
- 2000: L’amour, l’argent, l’amour
- 2001: In den Tag hinein
- 2001: Grau (Kurzfilm)
- 2001: Schimanski: Kinder der Hölle (Fernsehfilm)
- 2002: Mutanten
- 2002: Die Freunde der Freunde (Fernsehfilm)
- 2003: Belmondo (Kurzfilm)
- 2003: Irgendwas ist immer (Fernsehfilm)
- 2003: Wie man seinen Ex verlässt (Fernsehfilm)
- 2004: Sugar Orange
- 2005: Gespenster
- 2004: Die Vogelpredigt oder Das Schreien der Mönche
- 2005: Fredo, der Held
- 2006: Der freie Wille
- 2006: Ein Freund von mir
- 2006: Flanke ins All (Fernsehfilm)
- 2007: Nebenwirkungen (Fernsehfilm)
- 2007: After Effect
- 2007: Kleine Fische (Fernsehfilm)
- 2008: Influenza (Kurzfilm)
- 2009: Das Vaterspiel
- 2009: Räuberinnen
- 2009: Pepperminta
- 2009: Tatort: Gesang der toten Dinge
- 2009: Flug in die Nacht – Das Unglück von Überlingen (Fernsehfilm)
- 2010: Sommervögel
- 2010: 180° – Wenn deine Welt plötzlich Kopf steht
- 2010: Brownian Movement
- 2011: Die Farbe des Ozeans
- 2011: Homevideo (Fernsehfilm)
- 2012: Formentera
- 2013: Die schwarzen Brüder
- 2014: Land der Wunder, Regie: Alice Rohrwacher
- 2014: Driften
- 2016: Melānijas hronika (Chronicle of Melanie, Regie: Viesturs Kairišs, LV, FI, CZ)
- 2016: Zen for Nothing
- 2016: Die Mitte der Welt
- 2016: Tödliche Geheimnisse – Geraubte Wahrheit
- 2017: Sicilian Ghost Story
- 2018: Matti und Sami und die drei größten Fehler des Universums
- 2018: Cronofobia
- 2018: Mein Bruder heißt Robert und ist ein Idiot
- 2018: Wer hat eigentlich die Liebe erfunden?
- 2019: Der Fall Collini
- 2019: Wie ich lernte, bei mir selbst Kind zu sein
- 2019: Sunburned
- 2020: Tatort: Krank (Fernsehreihe)
- 2021: Der menschliche Faktor
- 2021: Katakomben (Fernsehserie)
- 2021: Das Mädchen und die Spinne
- 2021: Tatort: Borowski und der gute Mensch
- 2022: Tatort: Risiken mit Nebenwirkungen
- 2022: Karigula – Monster der Liebe
- 2022: Riesending – Jede Stunde zählt (Fernsehfilm)
- 2023: Der Greif (Fernsehserie)
- 2023: Tatort: Avatar
- 2024: Pendant ce temps sur Terre
- 2024: Electric Fields
- 2024: Bodkin (Fernsehserie)
- 2024: Transamazonia
- 2024: Sisi (Fernsehserie)
- 2024: Die Ermittlung
- 2025: Tatort: Das Ende der Nacht
- 2025: Totenfrau (Fernsehserie)

## Auszeichnungen
- 1992: Li galli d’oro – Silbermedaille für das Tanzen
- 1992: Prix de Lausanne – Preis der besten Schweizerin für das Tanzen
- 2000: Bronzener Leopard für Maria aus L’amour
- 2001: Schweizer Filmpreis – Beste Darstellerin für Maria aus L’amour
- 2003: Adolf-Grimme-Preis für Billie aus Freunde der Freunde
- 2008: Schweizer Filmpreis für Claudia aus Nebenwirkungen
- 2011: Nominierung Schweizer Filmpreis – Beste Darstellerin für Sommervögel
- 2015: Schweizer Filmpreis für Alice aus Driften
- 2017: Lielais Kristaps (Lettischer Filmpreis) für Melānija aus Melānijas hronika (Beste Darstellerin)[6]